# Варваровка (Подгоренский район)
Варваровка — хутор в Подгоренском районе Воронежской области.
Входит в состав Гришевского сельского поселения.

## География

### Улицы
- ул. Лесная
- ул. Московская
- ул. Подстанция

## Население
| 2010 |
| ---- |
| 125  |